# Новоивановка (Херсонская область)
Новоивановка (укр. Новоіванівка) — село в Генической городской общине Генического района Херсонской области Украины.
Население по переписи 2001 года составляло 324 человека. Почтовый индекс — 75523. Телефонный код — 5534. Код КОАТУУ — 6522182001.

## Местный совет
75523, Херсонская обл., Генический р-н, с. Новоивановка